# Kamenica (gmina Sevnica)
Kamenica – wieś w Słowenii, w gminie Sevnica. W 2018 roku liczyła 44 mieszkańców.